# Eleccions legislatives franceses de 1981
Les eleccions legislatives franceses de 1981 es van dur a terme el 14 i 21 de juny de 1981, després de la dissolució de l'Assemblea Nacional Francesa pel president de la República François Mitterrand el 22 de maig de 1981.

## Resultats
| Partits                                          | Partits                                | Sigles | Vots (1a volta) | % (1a volta) | Escons (2a volta) |
| ------------------------------------------------ | -------------------------------------- | ------ | --------------- | ------------ | ----------------- |
|                                                  | Partit Socialista                      | PS     | 9 077 435       | 36,0         | 266               |
|                                                  | Partit Comunista Francès               | PCF    | 4 065 962       | 16,1         | 44                |
|                                                  | Moviment dels Radicals d'Esquerra      | MRG    | 354 632         | 1,4          | 14                |
|                                                  | Divers gauche                          | DVG    | 187 230         | 0.7          | 9                 |
|                                                  | Total Majoria présidencial (esquerra)  |        | 13 685 259      | 54,3         | 333               |
|                                                  | Reagrupament per la República          | RPR    | 5 258 328       | 20,9         | 85                |
|                                                  | Unió per a la Democràcia Francesa      | UDF    | 4 835 552       | 19,2         | 62                |
|                                                  | Divers droite                          | DVD    | 706 926         | 2,8          | 11                |
|                                                  | Total Unió per la nova majoria (dreta) |        | 10 800 806      | 42,9         | 158               |
|                                                  | Extrema esquerra                       |        | 343 831         | 1,4          | -                 |
|                                                  | Ecologistes                            | ECO    | 271 287         | 1,1          | -                 |
|                                                  | Front Nacional                         | FN     | 90 392          | 0,4          | -                 |
|                                                  | Total                                  |        | 25 191 575      | 100          | 491               |
| Abstencions : 29,7% (1a volta); 25,0% (2a volta) |                                        |        |                 |              |                   |

Portat per la «vague rose», el nou president socialista François Mitterrand va obtenir una majoria aclaparadora (58% dels escons són ocupats per membres del Partit Socialista), però el PCF perd la meitat dels seus diputats. Es formarà un govern de coalició de socialistes, comunistes i radicals dirigit pel primer ministre Pierre Mauroy.

## Composició de l'Assemblea nacional
| Grup        | Membres | Afiliats | Total | %     |
| ----------- | ------- | -------- | ----- | ----- |
| Socialista  | 265     | 20       | 285   | 58,04 |
| RPR         | 79      | 9        | 88    | 17,92 |
| UDF         | 51      | 11       | 62    | 12,63 |
| Comunista   | 43      | 1        | 44    | 08,96 |
| No inscrits | 12      | -        | 12    | 02,44 |
| Total       | 450     | 41       | 491   | 100,0 |

## Diputats per laCatalunya del Nord
- 1a Circumscripció – Renée Soum (Partit Socialista)
- 2a Circumscripció – André Tourné (PCF)